# Offerplengsters (Aischylos)

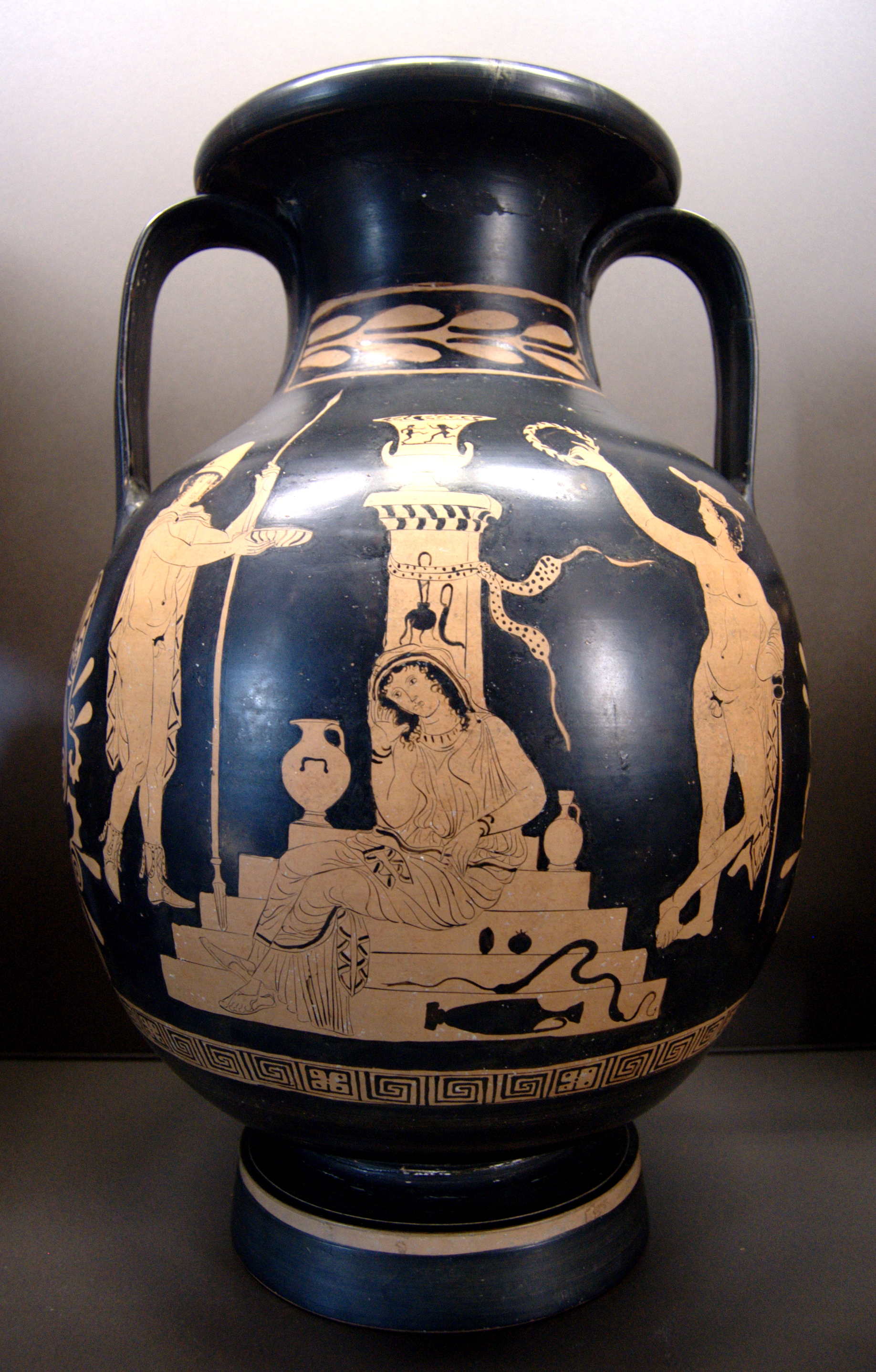
Orestes en Elektra

Offerplengsters (Grieks: Χοηφόροι, Latijn: Choephori) is een tragedie van de Griekse tragediedichter Aischylos, en vormt het tweede deel van diens trilogie Oresteia. Agamemnon is het voorgaande deel, en Eumeniden het vervolg.

## Korte inhoud
In het paleis van Argos woont Klytaimnestra samen met Aigisthos. Klytaimnestra heeft er Agamemnon voor verraden en woont nu samen met haar nieuwe minnaar. Ze krijgt een nachtmerrie waarin ze een slang baart. De slang drinkt van haar borst, maar er komt niet alleen melk, maar ook bloed uit. Zij denkt dat dit een voorbode van de wraak van de goden is. Om zich met de goden te verzoenen stuurt ze haar dochter Elektra naar het graf van Agamemnon om daar een plechtigheid te houden. Hiermee hoopt ze de goden gerust te stellen. Een groep vrouwen (het koor) helpt haar bij het offer.
Wanneer Elektra naar het graf van haar vader toe gaat, ziet ze tijdens de plechtigheid dat er een afgesneden pluk haar op het graf ligt. Zij weet niet van wie het is en denkt dat het van Orestes is. Even later komt Orestes tevoorschijn en hij laat zien dat zijn haar op het graf lag. Elektra is erg blij, want haar enige hoop op wraak is teruggekeerd. Orestes was namelijk verbannen, maar moest terugkomen en wraak nemen omdat hij dat van het orakel in Delphi hoorde. Hij vergelijkt zichzelf met de slang uit de droom van Klytaimnestra. Hij verzint samen met Elektra een plan voor wraak.
Orestes weet alleen niet zeker of hij zijn eigen moeder moet doden, want dat is moedermoord. Hij wil wel graag wraak nemen, en dus zit hij met een dilemma. Hij wordt begeleid door de god Apollo en door zijn vriend Pylades. Zij gaan zich voordoen als reizigers die met nieuws komen en graag in het paleis willen blijven slapen. Ze vertellen dat ze van een voorbijganger hebben gehoord dat Orestes is gestorven. Wanneer Klytaimnestra hoort dat Orestes dood is, roept ze Aigisthos, omdat hij het nieuws ook moet horen. Zodra Aigisthos komt, doodt Orestes eerst Aigisthos, daarna zijn eigen moeder. Wanneer hij weer uit het paleis komt, wordt hij opgejaagd door de Erinyen. Alleen hij kan ze zien, en hij vlucht weg voor hun wraak. De Erinyen jagen hem wel op, maar niet zijn moeder, omdat hij een veel ergere misdaad heeft begaan dan zijn moeder. Zijn moeder heeft namelijk "gewoon" een moord gepleegd, Orestes heeft iemand van zijn eigen familie vermoord, wat veel erger is.

## Nederlandse vertalingen
- 1878 – Hendrik van Herwerden – De Choephoroi, of het Lijkenoffer
- 1882 – Allard Pierson (bewerking) – De Orestie van Eschylus
- 1889 – A.H.G.P. van den Es – Choëphoren
- 1899 – Willem Hecker – De Choëphoren
- 1903 – L.A.J. Burgersdijk – De offerplengsters
- 1917 – P.C. Boutens – Doodenoffer
- 1957 – Emiel De Waele (herzien 1975) – De offerplengsters
- 1970 – Dr. J.C.B. Eykman – Het Dodenoffer
- 1995 – Marietje d'Hane-Scheltema – Offervrouwen
- 1995 – Gerard Koolschijn – Dodenoffer
- 2006 – Herman Altena – Dodenoffer
- 2024 – Patrick Lateur – Offerplengsters